# Katharinenspital (Heilbronn)

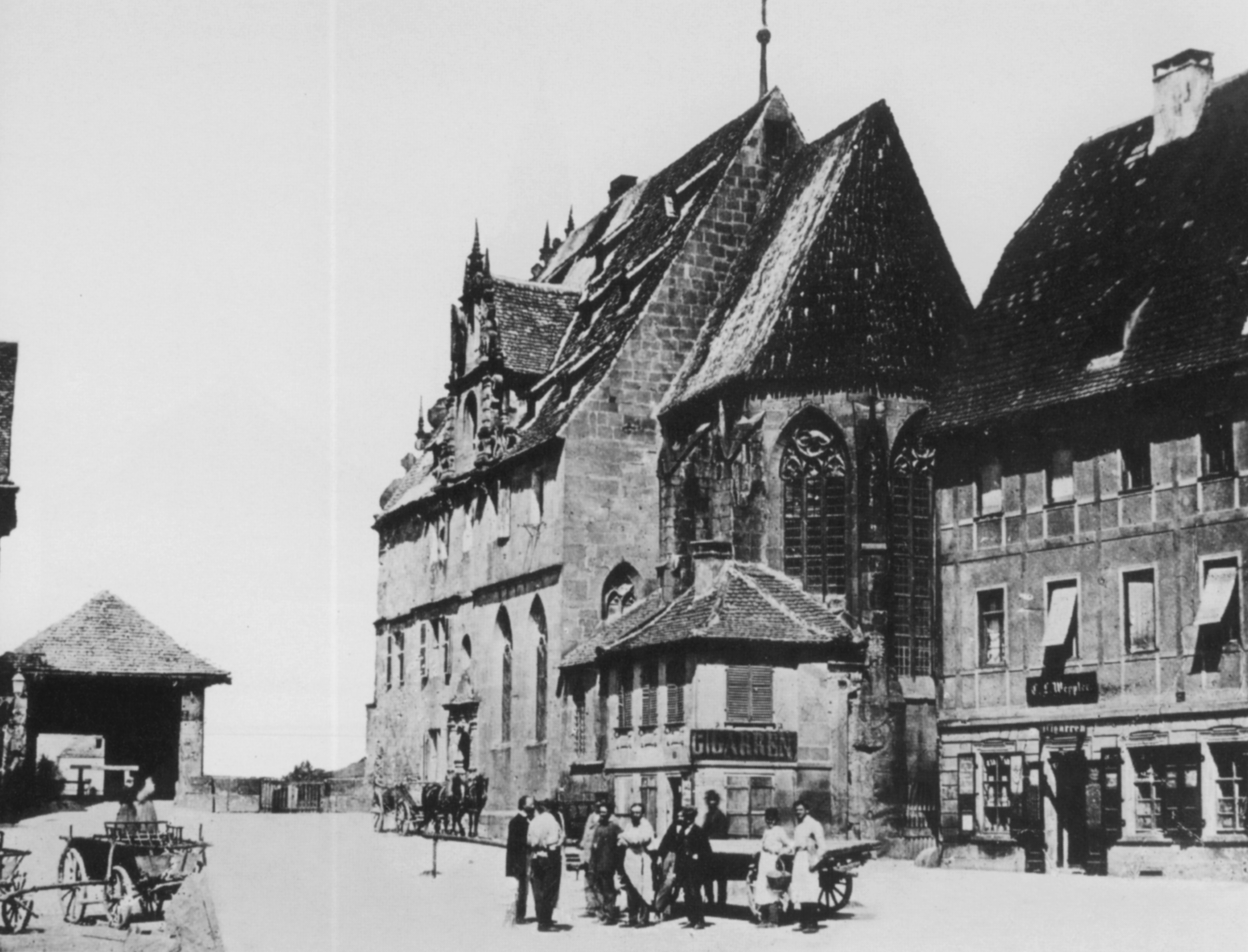
Die Dreifaltigkeitskirche war Teil des Katharinenspitals in Heilbronn, Foto um 1865. Links am Bildrand die hölzerne Neckarbrücke, die weiter nördlich ab 1866 durch die neue Brücke ersetzt wurde.

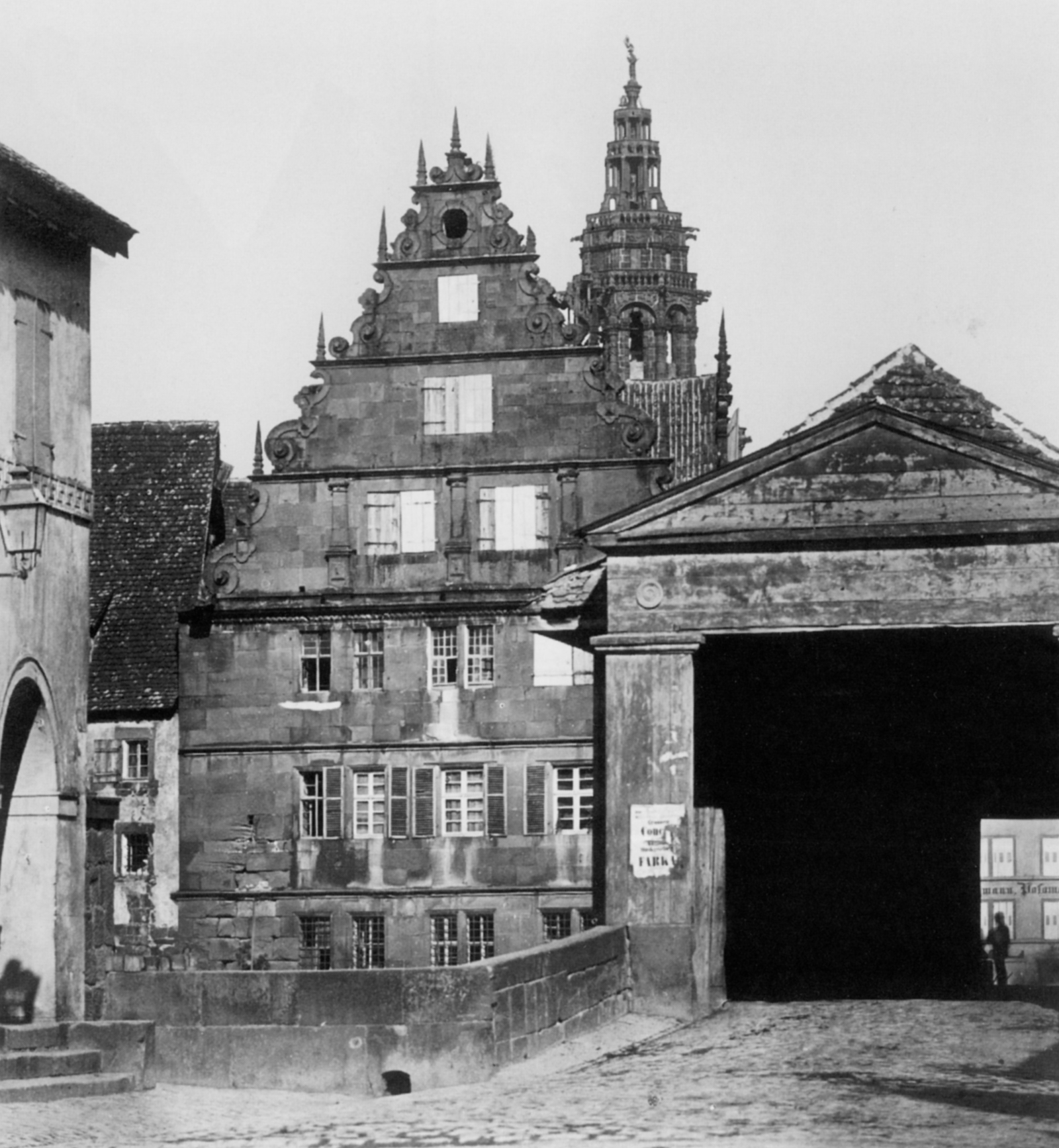
Pfründnerhaus des Katharinenspitals, vor 1871. Rechts die hölzerne Neckarbrücke.

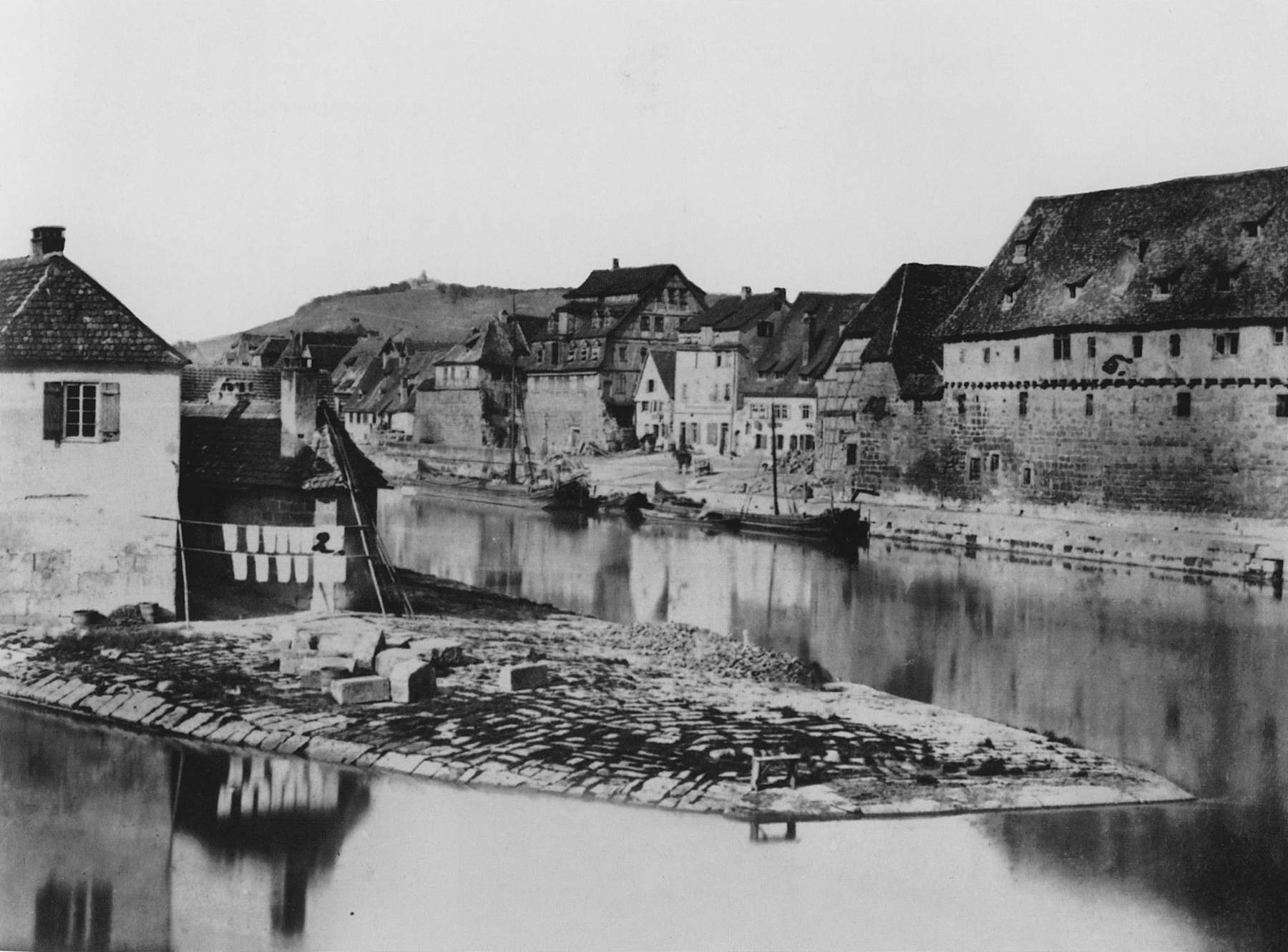
Blick über den Hefenweiler auf die Untere Neckarstraße um 1864. Rechts am Bildrand Heuscheuer und Farrenstall des Katharinenspitals.

Das Katharinenspital in Heilbronn war ein städtisches Spital, das auf eine Stiftung des Rats der Stadt von 1306 zurückging und den Ursprung des Heilbronner städtischen Krankenhauswesens bildete. Die Spitalstiftung war bis 1803 eigenständig und ging dann bis 1829 in die aus Geistlicher und Armenverwaltung vereinigte Stiftungspflege über. Zu der Katharinenspitalanlage gehörte auch die Katharinenspitalkirche, die 1483 aus einer älteren Kapelle hervorgegangen war, während der Reformation evangelisch wurde und nach einem Brand im Jahr 1624 als Dreifaltigkeitskirche im Stil der Renaissance wiederaufgebaut wurde. Die Kirche wurde bis 1807 zu Gottesdiensten genutzt. Durch den Bau neuer Lazarette und Armenhäuser wurde das Katharinenspital im 19. Jahrhundert hinfällig. Von 1862 bis 1871 wurden die Spitalgebäude und die Kirche dann abgerissen.

## Geschichte
Die älteste nachweisbare Heilbronner Einrichtung der Krankenpflege war das Sondersiechenhaus bei St. Jakobus am Graben, das sich außerhalb der Stadtmauern beim Sülmertor befand. Diese Einrichtung war vermutlich mit der Gründung des Heilbronner Barfüßerklosters 1272 entstanden und war wie es für Spitäler üblich war, an einem Fließgewässer errichtet worden, nämlich dem Pfühlbach. Beim Siechenhaus befand sich eine Jakobskapelle und eine eigene Begräbnisstätte. Das Vorratshaus dieses Siechenhauses und das Pfründnerhaus des Geistlichen der Jakobskapelle befanden sich in der Jakobsgasse innerhalb der Stadtmauern. Das Siechenhaus befand sich in städtischer Hand und hatte bereits eine Verfassung, die der des späteren Spitals ähnelte. Im Siechenhaus sammelte man vermutlich die Erfahrungen, die vor der Stiftung des größeren Spitals in der Stadt notwendig gewesen sein müssen. Das Siechenhaus bestand nach der Stiftung des Spitals fort.
Die für die Errichtung des Spitals innerhalb der Stadtmauern gewählten Gebäude gehen vermutlich auf den fränkischen Königshof zurück, der wohl die älteste Besiedlung innerhalb der mittelalterlichen Stadtgrenzen darstellt. Der Hof kam dann über die Grafen von Calw an das Kloster Hirsau, die Besitzverhältnisse sind im Lauf der Zeit zersplittert.

### Stiftung 1306
Am 23. April 1306 stiftet der Heilbronner Rat ein Katharinenspital in Heilbronn. Das Spitalgebäude war zum Zeitpunkt der Stiftung bereits erstellt und hatte den damals üblichen Zweck, die Versorgung und Beherbergung von Armen, Kranken und Kindern. Das Spital befand sich an der Heilbronner Stadtmauer direkt am Neckar zur rechten Seite des Brückentors, an einer für Spitäler typischen Lage an Fluss und Tor. Der Fluss war wichtig zur Ableitung der Abwässer und Fäkalien, die Lage am Tor verhinderte, dass man von auswärts kommende Kranke durch die Stadt geleiten musste. Das Spital war mit verschiedenen Gütern und Stiftungen ausgestattet, deren ursprünglicher Umfang jedoch nur noch lückenhaft bekannt ist.
Das Spital war von Anbeginn eine städtische Einrichtung ohne Einfluss von Kirche und Klöstern, aber auch ohne eigene Rechtsfähigkeit. Zur Patronin des Spitals erwählte man die Heilige Katharina, die auch Patronin weiterer Spitäler in der weiteren Umgebung war. Zum ersten Spitalpfleger wurde der Priester Heinrich von Herrenberg ernannt, nach ihm übernahmen jeweils zwei Stadträte ehrenamtlich die Spitalpflege. Die Pflege hatte die Aufsicht über den Spitalmeister, der das Spital betriebswirtschaftlich führte. Für den Spitalmeister bestanden strenge Vorschriften, unter anderem musste er verheiratet sein, weil seiner Frau stets die Aufsicht über die Küche und das Personal zufiel. Das letzte Wort bei allen grundsätzlichen Entscheidungen des Spitalbetriebs hatte jedoch jederzeit der Rat der Stadt. Bis zur Reformationszeit gab es einen Prediger am Spital als geistlichen Beistand der Bewohner und Insassen.

### Entwicklung bis zum frühen 17. Jahrhundert

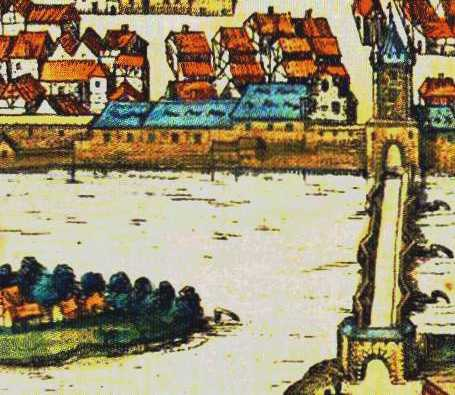
Das Katharinenspital (blaue Dächer) auf einer Stadtansicht des frühen 17. Jahrhunderts

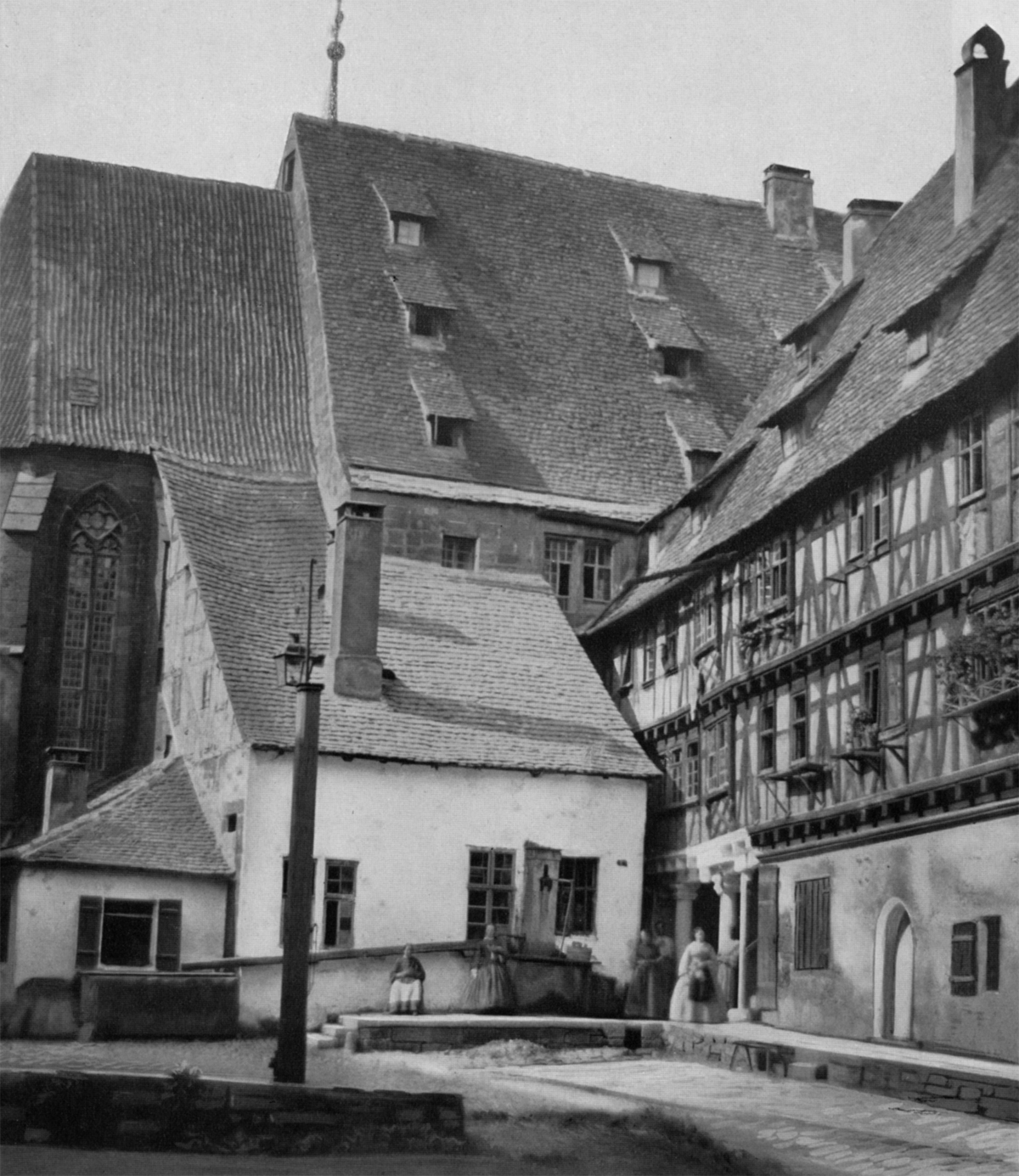
Innenhof des Spitals 1868

Das Spital hatte zunächst wirtschaftliche Not. So erfolgte 1311 bereits der Notverkauf eines Spitalhofs in Böckingen. Noch im 14. und 15. Jahrhundert konnte das Spital dann aber bedeutende Güter außerhalb und innerhalb Heilbronns erwerben. 1350 wurde erstmals eine östlich an das Spital angebaute Kapelle erwähnt, aus der sich im Laufe der Zeit, spätestens durch einen gotischen Ausbau 1483 die Katharinenspitalkirche entwickelte. 1415 erhielt das Spital die Böllinger Mühle geschenkt. Im Jahr 1423 erwarb das Spital das Grien genannte Landstück mit der Sülmer Mühle, verkaufte es jedoch im Folgejahr weiter an die Stadt Heilbronn. Bis heute heißt das Landstück noch Hospitalgrün. Auch auswärts erlangte das Spital Besitz, unter anderem 1489 Wald beim Stocksberg und 1496 Wald bei Stettenfels sowie zahlreiche Weinberge. Die Aufsicht über die spitaleigenen Weinberge hatte ein eigens bestellter Kellermeister. Weiteren Besitz erhielt das Spital dadurch, dass Alte sich zu ihrer Altersversorgung gegen Abgabe all ihrer Güter im Spital einkauften. Die älteste erhaltene Aufnahmeurkunde, die dies dokumentiert, stammt aus dem Jahr 1395. Arme Alte wurden anstelle dessen zur Mitarbeit im Spital verpflichtet. Die Versorgung von Armen und Alten beschränkte sich nicht nur auf die innerhalb des Spitals wohnenden Personen, sondern dem Spital oblag auch die Pflege der sonstigen Armen und Alten in der Stadt, wofür das Spital auch das Recht hatte, das Almosen zentral zu verwalten und zu verteilen. Für Obdachlose gab es eine Armeleute-Siechenstube, in Kriegszeiten fanden Flüchtlinge der unbefestigten umliegenden Orte Aufnahme im Spital.
Im den nördlichen Teil des Spitalhofs bildenden Seelhaus wurden Krüppel, Waisen und Findelkinder untergebracht. Das Seelhaus geht auf eine Stiftung von Zeisolf von Magenheim († 1402) aus dem späten 14. Jahrhundert zurück und hatte zunächst eigene Pfleger und Meister, bevor es mit dem Spital vereinigt wurde. Vermögen aus einer weiteren Stiftung Zeisolfs von 1395 ist noch bis ins 18. Jahrhundert nachweisbar und ging vermutlich erst 1756 vollends im Bau des städtischen Waisenhauses (späteres Bläß’sches Palais) auf.
Die Kranken im Spital wurden in einer großen Stube ohne Unterschied von Krankheit und Geschlecht behandelt. 1469 wurde mit Lukas Scheltz erstmals ein Stadtarzt berufen, der auch für die Krankenbehandlung im Spital zuständig war, ab 1529 gab es einen eigenen Spitalarzt. Der älteste Nachweis eines chirurgischen Eingriffs im Spital stammt von 1529. Für Geisteskranke gab es einen eigenen Verwahrraum im Spital, bevor im 16. Jahrhundert ein eigenes Tollhaus im Spitalhof zu deren Verwahrung errichtet wurde. Die Ausstattung des Spitals konnte durch Spenden und Stiftungen laufend verbessert werden. Der Altbürgermeister Hans Erer stiftete 1496 eine Badstube für das Spital.
Zum Spital gehörte der unmittelbar daran befindliche Kirchhof bei St. Johann, der schon 1480 aufgelassen, kurz vor der Reformation aber nochmals belegt wurde. Außerdem bestand ungefähr bis zur Reformation auch noch der Sondersiechenfriedhof bei der St.-Jakobs-Kapelle nördlich außerhalb der Stadtmauern (an der heutigen Paulinenstraße). Die Jakobskapelle war eine Filiale der Heilbronner Kilianskirche und wurde u. a. 1409 durch den gewesenen Bürgermeister Kunz Leyder mit umfangreichen Pfründen ausgestattet, so dass ein Pfründner, der seine Wohnung wohl im Pfründnerhaus in der späteren Jakobsgasse hatte, die dortigen kirchlichen Handlungen versehen konnte. Von 1521 bis 1526 war der spätere Heilbronner Reformator Johann Lachmann Pfründner an St. Jakob. Nach der Reformation wurden die im Spital Verstorbenen auf dem Friedhof an der Weinsberger Straße bestattet.
Die Reformation wurde in Heilbronn im Jahre 1531 durch Bürgerentscheid eingeführt. Der Dienst an der nunmehr evangelischen Spitalkirche wurde von der Kilianskirche übernommen. 1593 umfasste der Besitz des Spitals folgende Liegenschaften: das Spitalgebäude mit Kirche sowie verschiedenen Nebengebäuden, den Oberhof in Heilbronn mit mehreren Häusern und Nebengebäuden, 222 Morgen Weinberge in Heilbronn und Böckingen, 67 Morgen Wiesen, 2 Morgen Kräutergärten, 40 Morgen Wald in der Umgebung, die Böllinger Mühle und den Böllinger Hof. Die Besitztümer des Spitals waren insbesondere zu dessen Versorgung gedacht. Mit diesen Besitztümern waren meist auch Weid-, Fisch- und Jagdrechte verbunden.
Um 1620 erfolgte eine Renovierung der Spitalkirche, wobei von Bürgermeister Philipp Orth sowohl Kanzel und Mobiliar als auch Bereicherungen der Liturgie gestiftet wurden. Demnach sollten Lehrer und vier Schüler vor und nach der Predigt christliche Lieder singen.

### Brand von 1624 und anschließender Wiederaufbau
Am frühen Morgen des 18. November 1624 brannte das Haupthaus des Spitals nieder. Das Feuer griff auch auf die Spitalkirche und den Anbau der Rechenstube über. Die Wächter des Pfarrkirchturms und der Spitalmeister wurden bestraft, weil sie nicht rechtzeitig Feueralarm gegeben hatten. Seit dem von 1624 bis 1628 erfolgten Wiederaufbau wurde die evangelische Spitalkirche Dreifaltigkeitskirche genannt. Nach Osten zeigte weiterhin der gotische Chor der Kirche, nach Westen war an die Kirche ein Pfründnerhaus mit Renaissancegiebel zum Neckar hin angebaut. Ein gemeinsames, schmuckvolles Portal befand sich auf der Südseite. In den Notzeiten des Dreißigjährigen Krieges diente die Kirche häufig den Gottesdiensten der in die sicherere Stadt geflohenen Landgemeinden. Von 1701 bis 1803 hatte die Stadt Heilbronn für die Dreifaltigkeitskirche einen eigenen Spitalprediger angestellt, jeweils mit einer Vertragsdauer von sechs Jahren.
Das alte Siechenhaus vor dem Sülmertor wurde 1634 von schwedischen Truppen niedergebrannt. 1666 errichtete die Spitalstiftung an seiner Stelle ein Lazarett- und Armenhaus.

### Wechsel in die Paulinenstraße

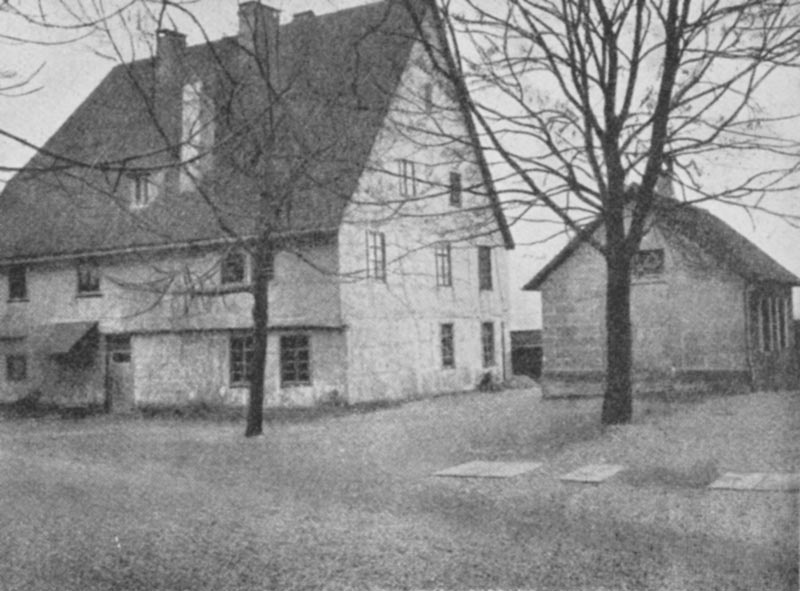
Das Lazarettgebäude an der Paulinenstraße um 1900

Die bis dahin selbstständige Spitalstiftung wurde 1803 in die Armenverwaltung integriert, die 1829 mit der Geistlichen Verwaltung zur Stiftungspflege vereinigt wurde.

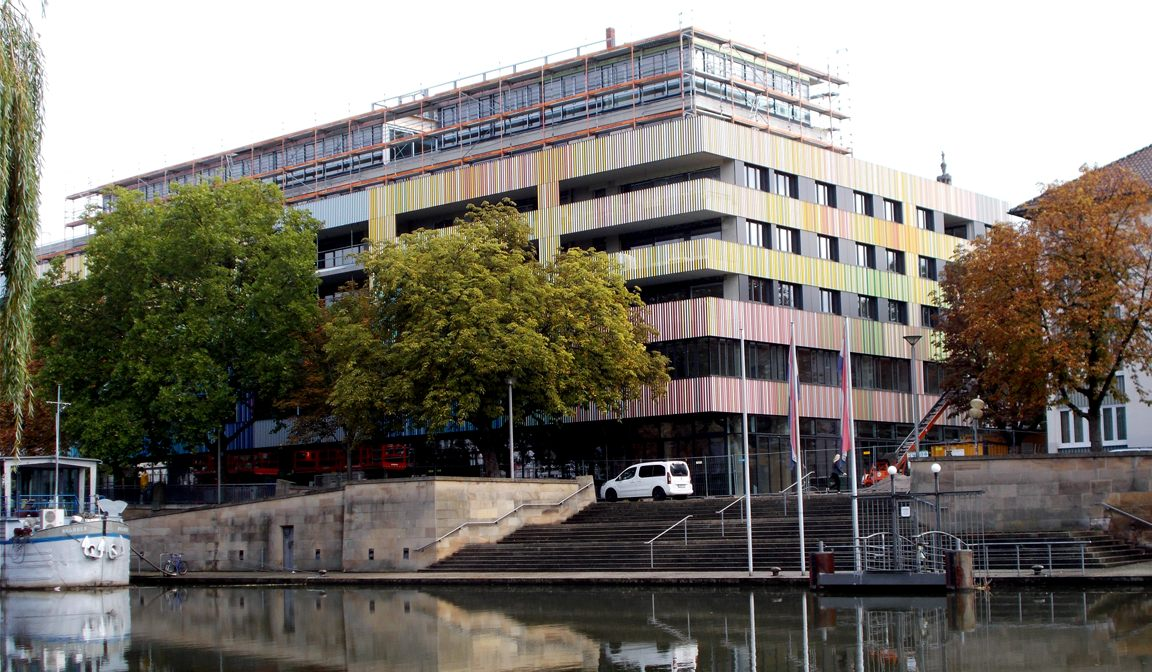
Marrahaus Ende 2015

1831 bis 1834 wurde in der Paulinenstraße neben dem älteren Lazarett ein neues Spital erbaut, da man eine neue Cholerawelle befürchtete. Als die Cholerakranken ausblieben, wurde das Spital zum Paulinenspital als Krankenhaus für Gesinde, Arbeiter und Gesellen. Der medizinische Fortschritt und das Wachstum der Stadt im Zuge der Industrialisierung führten dann zum Ende des Katharinenspitals und zur Verlegung des gesamten Gesundheitswesens in die Paulinenstraße.
1862 wurden das Katharinenspital an die Stadt auf Abriss verkauft und ein Teil der Gebäude für einen Straßendurchbruch abgerissen. 1866 wurden Heuscheuer und Farrenstall des Katharinenspitals für den Bau der neuen Neckarbrücke abgebrochen. Bis 1871 wurden auch die restlichen Gebäude des Katharinenspitals inklusive der Kirche abgerissen.
An der Stelle der Wirtschaftsgebäude erfolgte der Durchbruch der Straße von der neuen Neckarbrücke (an der Stelle der heutigen Friedrich-Ebert-Brücke) zur Kaiserstraße. An der Stelle der Spitalkirche und des Pfründnerhauses wurde 1876 das im Zweiten Weltkrieg zerstörte Hauptpostamt eingeweiht. Seit dem Zweiten Weltkrieg befinden sich auf dem ehemaligen Spitalbereich Geschäftsgebäude. An der Stelle von Spitalkirche und Pfründnerhaus befand sich bis Januar 2012 eine Filiale des Textilkaufhauses C&A, nach deren Abriss wurde dort das Marrahaus errichtet.
In der Paulinenstraße wurde 1864 von der Stadt ein neues Krankenhaus errichtet, worauf man die beiden bisherigen Gebäude dort zu anderen Zwecken nutzte. Das Lazarettgebäude am Sülmertor diente darauf als Militärlazarett und wurde ab 1883 als Pockenhaus genützt. Überregional bekannt wurde das Spital 1891 unter der Leitung von Paul Mayer, einem Sohn Robert Mayers, durch den sogenannten „Spitalkrieg“, eine vor Gerichten und in der Presse ausgetragene Auseinandersetzung um die Zustände im Spital, in die auch der klagefreudige Heilbronner Bürgermeister Paul Hegelmaier verwickelt war. Nach dem Rücktritt Mayers setzte Hegelmaier 1894 den Chirurgen Gustav Mandry als Leiter des Krankenhauses ein, wodurch das Heilbronner Krankenhaus zum dritten fachärztlich geführten Krankenhaus in Württemberg wurde. Unter der Leitung von Mandry nahm das Krankenhaus eine sehr positive Entwicklung und wurde mehrfach vergrößert. Die Krankenhausbauten an der Paulinenstraße wurden jedoch beim Luftangriff vom 4. Dezember 1944 zerstört.
Das Krankenhausgelände an der Paulinenstraße wurde nach dem Zweiten Weltkrieg mit dem Technischen Schulzentrum Heilbronn überbaut, während die Stadt ein altes Wehrmachtslazarett an der Jägerhausstraße erwarb und darin das Jägerhauskrankenhaus einrichtete, wobei einige Fachabteilungen in Provisorien in anderen Gebäuden im Stadtgebiet ausgelagert waren. Später kam das Klinikum am Gesundbrunnen hinzu, das nach mehreren Erweiterungen und Umbauten das Jägerhauskrankenhaus ersetzt hat, so dass dieses abgerissen und mit einem Wohngebiet überbaut wurde.
Das Spital verfügte seit seiner Gründung über ein eigenes Spitalarchiv, das nach dem Verlust der Rechtsfähigkeit des Spitals 1829 in die Registratur der Stiftungspflege gelangte. Der Zahn der Zeit, Diebe und Ungeziefer haben die Archivalien schnell dezimiert, so dass bei der Erstellung des ersten Urkundenbuchs der Stadt Heilbronn 1904 nur noch von „geschmolzenen Resten“ des Spitalarchivs die Rede war. Die letzten Archivalien, die die Zeit überdauert hatten, wurden beim Luftangriff vom 4. Dezember 1944 zerstört.

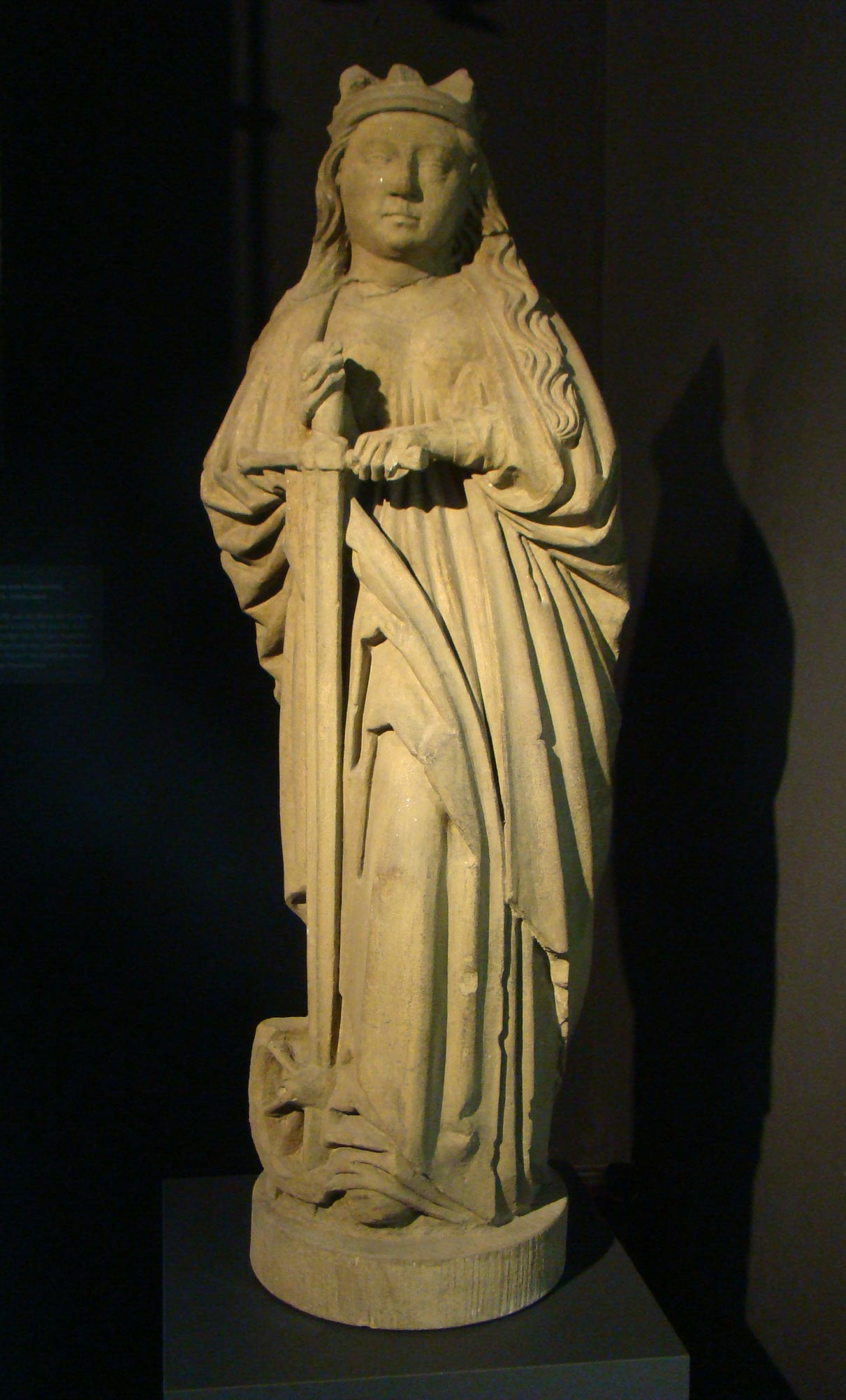
Katharinenskulptur um 1515

### Eine Katharinenfigur als Relikt
Eine heute im Haus der Stadtgeschichte (früher im Heilbronner Lapidarium) aufbewahrte Skulptur der heiligen Katharina befand sich vermutlich einst im Katharinenspital und gelangte im 19. Jahrhundert in den Besitz des Hans Clemens Coy, der sie in seinem Hof, Ecke Fleiner-/Katharinenstraße, aufgestellt hat. Die Figur ist etwa einen Meter hoch und aus gelblichem Sandstein gehauen. Sie hält ein Schwert in den Händen, das auf einem gebrochenen Rad zu stehen kommt. Die Skulptur soll um 1515 entstanden sein.

### Die Spitalstiftung heute
Die wieder selbstständige Spitalstiftung verfügt (Stand 2012) über ein Kapital von 20,9 Mio. Euro, darunter zahlreiche Grundstücke insbesondere auf Neckargartacher Gebiet, dank deren Besitz die Stiftung die Inflation 1923 überstand. Ein Großteil des Stiftungsvermögens wird ab 2012 zur Finanzierung des Neubaus des Heilbronner Krankenhauses verwendet werden.